# Резчиков, Александр Фёдорович
Александр Фёдорович Резчиков (род. 16 декабря 1939, Иннокентьевка, Хабаровский край) — специалист в области моделирования и оптимизации производственных структур прецизионного машиностроения, промышленных систем управления и диагностики, создатель Института проблем точной механики и управления РАН и Саратовского научного центра РАН, член-корреспондент РАН (2003).

## Биография
Родился 16 декабря 1939 года в с. Иннокентьевка Архаринского района Хабаровского края (сейчас это — Амурская область).
В 1961 году окончил Куйбышевский индустриальный институт, специальность «Автоматика и телемеханика».
С 1961 по 1964 годы работал в п/я № 96 (в настоящее время — ПО «Корпус», Саратов).
С 1964 по 1967 годы — учёба в аспирантуре Саратовского политехнического института, где в дальнейшем ведёт преподавательскую деятельность, с 1978 года — заведующий кафедрой cистемотехники СГТУ по совместительству, в 1998 году присвоено учёное звание профессора кафедры «Системотехника».
В 1968 году защитил кандидатскую диссертацию, которая была посвящена вопросам моделирования и исследования сложных электромеханических систем, содержащих регулируемый электропривод и вентильные (тиристорные) преобразователи частоты.
С 1985 года — главный учёный секретарь Поволжского регионального координационного и научно-методического совета АН СССР и Минвуза РСФСР.
Секретарь парткома КПСС Саратовского государственного технического университета, начальник отдела экономики Саратовского обкома КПСС, видный партийный деятель саратовского обкома партии КПСС.
В 1987 году защитил докторскую диссертацию.
С 1987 года — директор филиала Института машиноведения имени А. А. Благонравова в Саратове, который в 1996 году был преобразован в Институт проблем точной механики и управления РАН. Работал в должности директора института до 2015 года.
В 2003 году избран членом-корреспондентом РАН.

## Научная деятельность
Создатель научной школы по управлению сложными системами.
Автор более 200 научных работ, в том числе 10 монографий и 6 патентов.
Под его руководством защищено 6 докторских и 21 кандидатская диссертации.
Участие в научно-организационной деятельности
- уполномоченный от президиума РАН по Саратовскому научному центру с момента создания центра[5];
- член редколлегий журналов «Проблемы машиностроения и надежности машин», «Мехатроника, автоматизация, управление», «Проблемы управления»[3];
- член НКАУ России, член совета по защите докторских диссертаций, член коллегии Министерства промышленности и энергетики Саратовской области[3].

- Клюев В. В., Резчиков А. Ф., Богомолов А. С., Филимонюк Л. Ю. Взаимодействие ресурсов сложных человеко-машинных систем в критических ситуациях // Контроль. Диагностика. — 2013. — № 4. — С. 41-45.
- Новожилов Г. В., Резчиков А. Ф., Неймарк М. С., Богомолов А. С., Цесарский Л. Г., Филимонюк Л. Ю. Человеческий фактор в авиационно-транспортных системах // Общероссийский научно-технический журнал «Полет». — 2013. — № 5. — С. 3-10.
- Новожилов Г. В., Резчиков А. Ф., Неймарк М. С. Проблемы безопасности авиационно-транспортных и других сложных человеко-машинных систем. — Саратов: ООО Издательский Центр «Наука», 2012. — 200 с.
- Резчиков А. Ф., Кушников В. А., Твердохлебов В. А., Марков А. И. Информационно-измерительный комплекс для диагностирования дефектов геометрических параметров фюзеляжей вертолетов // Авиакосмическое приборостроение. — 2012. — № 4. — С. 35-40.
- Резчиков А. Ф. Безопасность критических инфраструктур: математические и инженерные методы анализа и обеспечения / Под редакцией В. С. Харченко. — Харьков: Издательство Национальный аэрокосмический университет имени Н. Е. Жуковского («ХАИ»), 2011. — 641 с.
- Новожилов Г. В., Резчиков А. Ф., Неймарк М. С., Твердохлебов В. А., Цесарский Л. Г., Филимонюк Л. Ю. Причинно-следственный подход к анализу авиационно-транспортных систем // Общероссийский научно-технический журнал «Полет». — 2011. — № 7. — С. 3-8.
- Клюев В. В., Резчиков А. Ф., Богомолов А. С., Уков Д. А., Филимонюк Л. Ю. Системный подход к задаче оценки остаточного ресурса человеко-машинных систем // Контроль. Диагностика. — 2011. — № 8. — С. 9-13.
- Резчиков А. Ф., Рябухо В. П. Высокоразрешающие интерференционные методы контроля рельефа поверхности и слоистой структуры изделий точного машиностроения и приборостроения // Проблемы машиностроения и надежности машин. — 2010. — № 1. — С. 68-79.
- Резчиков А. Ф., Якунин А. Н. Вопросы надежности и долговечности динамически нагруженных конструкций из материала с физической нелинейностью // Проблемы машиностроения и надежности машин. — 2010. — № 2. — С. 33-39.
- Аветисян Ю. А., Кушников В. А., Резчиков А. Ф., Родичев В. А. Модели, методы и алгоритмы оптимального управления процессом ликвидации чрезвычайных ситуаций на промышленных предприятиях // Приборы и системы. Управление, контроль, диагностика. — 2010. — № 4. — С. 1-8.
- Резчиков А. Ф., Твердохлебов В. А. Причинно-следственные комплексы взаимодействий в производственных процессах // Проблемы управления. — 2010. — № 3. — С. 51-59.
- Резчиков А. Ф., Рябухо В. П. Высокоразрешающие интерференционные методы контроля рельефа поверхности и слоистой структуры изделий точного машиностроения и приборостроения // Проблемы машиностроения и надежности машин. — 2010. — № 1. — С. 68-79.
- Резчиков А. Ф., Митяшин Н. П., Кузьмиченко Б. М., Pябов О. Н., Карпук P.В. Многокритериальный выбор оборудования на основе нечеткой меры ценности критеpиев // Мехатроника, автоматизация, управление. — 2010. — № 1. — С. 54-58.
- Аветисян Ю. А., Кушников В. А., Резчиков А. Ф., Родичев В. А. Модели, методы и алгоритмы оптимального управления процессом ликвидации чрезвычайных ситуаций на промышленных предприятиях // Вестник Саратовского государственного технического университета. — 2009. — № 2 (39). — Вып. 2. — С. 44-51.
- Аветисян Ю. А., Кушников В. А., Резчиков А. Ф., Родичев В. А. Математические модели и алгоритмы оперативного управления процессами ликвидации чрезвычайных ситуаций // Мехатроника, автоматизация, управление. — 2009. — № 11. — С. 43-47.
- Джашитов В. Э., Панкратов В. М., Резчиков А. Ф., Джашитов А. Э. Математическое моделирование и управление в системах информирования и информационного обмена в обществе // Проблемы управления. — 2009. — № 6. — С. 2-8.
- Клюев В. В., Резчиков А. Ф., Иванов А. С., Домнич В. С. Анализ аварий и возможностей их предотвращения в сложных техногенных системах с использованием моделей причинно-следственных связей // Контроль. Диагностика. — 2009. — № 12. — С. 29-36.
- Резчиков А. Ф., Иванов А. С., Домнич В. С. Анализ аварий в человеко-машинных системах с использованием моделей причинно-следственных связей // Мехатроника, автоматизация, управление. — 2009. — № 7. — С. 30-35.
- Резчиков А. Ф. Адаптивные системы электроснабжения — основа электроэнергетики будущего / А. Ф. Резчиков, Ю. М. Голембиовский // Вестник Саратовского государственного технического университета. — 2008. — № 1 (31). — Вып. 2. — С. 9-13.
- Резчиков А. Ф., Голембиовский Ю. М., Аветисян Ю. А. Повышение управляемости и компьютеризация систем электроснабжения как важнейшее направление экономии энергии в промышленности: отраслевые системы автоматического и автоматизированного управления // Мехатроника, автоматизация, управление. — 2008. — № 4. — С. 32-36.
- Резчиков А. Ф., Якунин А. Н. Конечно-элементное моделирование объектов прецизионного приборостроения при силовых и тепловых воздействиях. — Саратов: ООО Издательский Центр «Наука», 2008. — 280 с.
- Резчиков А. Ф., Иващенко В. А. Управление электропотреблением промышленных предприятий. — Саратов: ООО Издательский Центр «Наука», 2008. — 183 с.
- Резчиков А. Ф., Твердохлебов В. А. Причинно-следственные модели производственных систем. — Саратов: Издательский центр «Наука», 2008. — 137 с.
- Резчиков А. Ф., Кушников В. А. Модели и методы анализа целей и критериев в системах управления производственными процессами. — Саратов: ООО Издательский Центр «Наука», 2008. — 320 с.
- Резчиков А. Ф., Бойкова О. М., Кушников В. А., Шлычков Е. Н. Противоаварийный тренажер для обучения операторов формования листового стекла // Вестник СГТУ (Информационные технологии). — 2006. — № 4 (18). — С. 125—132.
- Резчиков А. Ф., Антонов А. В., Кушников В. А., Родичев В. А., Шлычков Е. И. Модели и методы поиска данных и документов в системах управления сложными человеко-машинными комплексами // Вестник СГТУ (Информационные технологии). — 2005. — № 2 (7). — С. 83-93.

## Награды
- Заслуженный деятель науки Российской Федерации (1998)[3]
- Орден Дружбы (2007)[6]